# Bradu
Bradu est une commune roumaine située dans le județ d'Argeș.